# Monte Qoornip

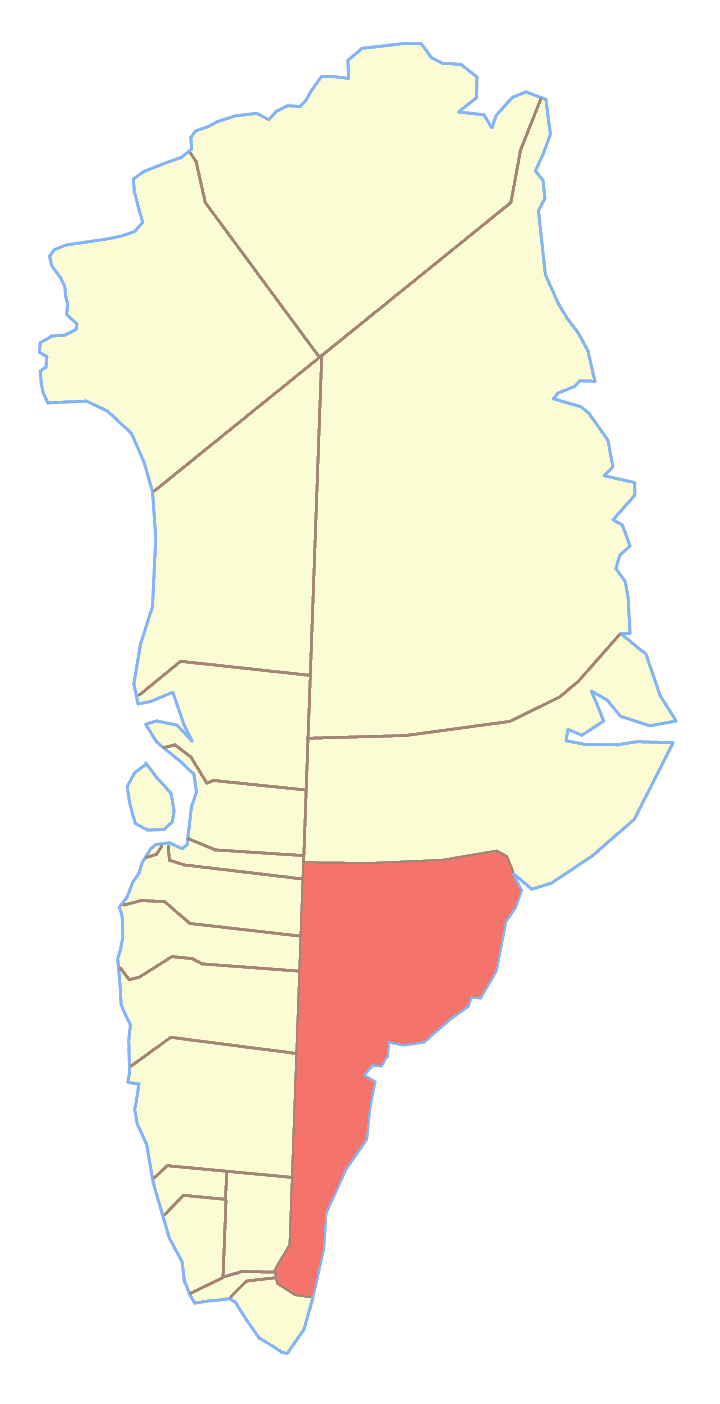
Ex comune di Ammassalik, dove si trovava il monte Qoornip

Il monte Qoornip (groenlandese Qoornip Qaqqartivaa, danese Rødhorn) è una montagna della Groenlandia di 1038 m. Si trova a 65°50'N 37°21'O; appartiene al comune di Sermersooq.